# Thomas Gohlke
Thomas Gohlke (* 18. Dezember 1966 in Belzig) ist ein deutscher Schauspieler.

## Leben
Thomas Gohlke absolvierte seine Schauspielausbildung an der Hochschule für Schauspielkunst „Ernst Busch“ Berlin. Nach seiner Rolle bei Gute Zeiten, schlechte Zeiten, mit welcher er einen hohen Bekanntheitsgrad erlangte, spielte er u. a. in Unter uns, Hinter Gittern und Verbotene Liebe mit.

## Filmographie
Film und Fernsehen
- 1992: Tandem (Fernsehfilm)
- 1992–1993: Gute Zeiten, schlechte Zeiten
- 1994: Polizeiruf 110
- 1996: Unter uns
- 1999: In aller Freundschaft: Prüfungsängste
- 1999: Hallo, Onkel Doc!
- 2001: Dufte
- 2001: Hinter Gittern – Der Frauenknast